# Isidor Gunsberg

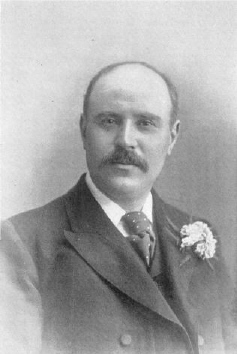

Isidor Arthur Gunsberg (Boedapest, 2 november 1854 - Londen, 2 mei 1930) was een schaker die zijn vaderland Hongarije al gauw verruilde voor Groot-Brittannië waar hij in Londen ging wonen en beroepsschaker werd. 

## Leven
Gunsberg begon zijn carrière als de bediener van de op afstand bestuurbare schaakrobot Mephisto, maar werd later een schaakprofessional. In 1876 verhuisde hij naar Groot-Brittannië; op 12 mei 1908 verkreeg hij het Brits staatsburgerschap.
Eind jaren 1880/begin jaren 1890 behoorde Gunsberg tot de wereldtop. In juli 1885 won hij een nationaal toernooi in Londen en vervolgens behaalde hij tijdens het sterke toernooi te Hamburg een ruime overwinning en liet daarbij schakers als Joseph Blackburne en Siegbert Tarrasch achter zich. In matches versloeg hij in 1886 Joseph Blackburne en Henry Bird. In 1887 werd hij gedeeld eerste met Amos Burn in het toernooi in Londen.

In 1890 eindigde een match van Gunsberg met Michail Tsjigorin, een eerdere en latere uitdager voor het wereldkampioenschap, in een gelijkspel. Later dat jaar daagde Gunsberg zelf de toenmalige wereldkampioen Wilhelm Steinitz uit voor een match om het wereldkampioenschap. De match vond plaats in New York en werd door Gunsberg met twee punten verschil verloren (+4 =9 –6). 
In 1916 klaagde hij The Evening News aan voor laster, vanwege hun bewering dat zijn schaakcolumn "blunders" zou bevatten. Hij won de rechtszaak nadat het High Court of Justice het argument accepteerde dat bij schaken acht keer iets over het hoofd zien niet hetzelfde is als een "blunder".

## Speelsterkte
Arpad Elo berekent dat Gunsbergs beste gemiddelde Elo-rating, over een periode van vijf jaren, 2560 was.
Volgens Chessmetrics was Gunsbergs beste prestatie de match in 1887 tegen Blackburne, waarin hij 8 pt. uit 13 behaalde (62%). Ook de resultaten van Gunsberg in de match om het wereldkampioenschap tegen Steinitz in 1890 geven aan dat hij eind jaren 1880 / begin jaren 1890 tot de wereldtop behoorde. In het voorafgaande jaar 1889 kwalificeerde hij zich voor deze match tegen Steinitz. Hij nam in dat jaar deel aan drie internationale toernooien: Amsterdam, het Duitse "Chess Congress" en het VS "Chess Congress".  In Amsterdam werd hij 5e van de 9 deelnemers met 4 pt. uit 8, achter Burn, een jonge Emanuel Lasker, James Mason en Van Vliet. Op het Duitse "Chess Congress", met 18 deelnemers, eindigde hij gedeeld 4e–7e met 10 pt. uit 17, achter Tarrasch, Burn en Mieses. Zijn beste resultaat was op het VS "Chess Congress", en dit gaf hem het recht Steinitz uit te dagen; hij werd derde van 20 deelnemers, met 28½ pt. uit 38, achter Weiss en Tsjigorin.
In latere jaren daalde de positie van Gunsberg ten opzichte van de meest prominente schakers. In het Hastings-toernooi van 1895 met 22 deelnemers werd Gunsberg gedeeld 15e–16e met 9 pt. uit 21.

## Variant
Isodor Gunsberg schreef veel over de schaaksport, zo had hij een column in "The Daily Telegraph". Er zijn enkele varianten van hem bekend gebleven, waaronder de Gunsbergvariant in de Schotse opening:

1.e4 e5 2.Pf3 Pc6 3.d4 exd4 4.Pxd4 Lc5 5.Le3 Df6 6.c3 Pge7 7.Lb5 Pd8 (diagram)